# Personal Services
Pour plus de détails, voir Fiche technique et Distribution.
Personal Services est un film britannique réalisé par Terry Jones, sorti en 1987.

## Synopsis
Le film s'inspire très librement de la biographie de Cynthia Payne (1932-2015) tenancière d'une maison de passe clandestine dans la banlieue de Londres et deux fois poursuivie par la justice — d’abord en 1978 où elle est condamnée à 6 mois de prison, puis en 1986, où elle est acquittée.
Le film, pour lequel Cynthia Payne a travaillé comme consultante, nous montre sous la forme d'une comédie l'évolution de Christine (Julie Walters) : sous-louant d'abord son appartement à une prostituée, puis se prostituant elle-même, puis louant une maison dans la banlieue londonienne dans laquelle s'organisent de véritables parties avec travestis, séances sado-masochistes... auxquelles participent des notables et des diplomates. Le film aborde aussi les relations de Christine avec sa famille ainsi qu'avec son fils qui aura droit à un cadeau surprise pour son anniversaire...

## Fiche technique
- Titre original : Personal Services
- Réalisation : Terry Jones
- Scénario : David Leland
- Photographie : Roger Deakins
- Musique : John Du Prez
- Production : Tim Bevan
- Pays d'origine : Royaume-Uni
- Format : Couleurs - Stéréo
- Genre : comédie
- Durée : 105 minutes
- Date de sortie : 1987
- Consultante : Cynthia Payne

## Distribution
- Julie Walters : Christine Painter
- Shirley Stelfox : Shirley
- Alec McCowen : Wing Commander Morten
- Danny Schiller : Dolly
- Tim Woodward : Timms
- Victoria Hardcastle : Rose
- Benjamin Whitrow : Mr. Marsden
- John Shrapnel : Lionel
- John Bailey : Mr. Gardner
- Ian McNeice : Harry
- Wayne Morris

## Récompenses et distinctions
- BAFTA Awards / Orange British Academy Film Awards 1988 (édition no 41)
  - Nommé : Meilleure actrice : Julie Walters
  - Nommé : Meilleur scénario original :	David Leland

## Autour de film
- Personal Services fait partie des trois films de Terry Jones qui ont été bannis en république d'Irlande. Les deux autres étant Monty Python : La Vie de Brian et Monty Python : Le sens de la vie.